# 1814 Бах
1814 Бах (енгл. 1814 Bach) је астероид главног астероидног појаса чија средња удаљеност од Сунца износи 2,225 астрономских јединица (АЈ).
Апсолутна магнитуда астероида је 13,1.